# فرهاد أمين سليم الأتروشي
فرهاد أمين سليم الأتروشي المعروف ب فرهاد الأتروشي، ولد في 2 يناير 1976 في محافظة دهوك. سياسي كوردي وعضو في الحزب الديمقراطي الكوردستاني. محافظ دهوك السابق في إقليم كردستان العراق (2014-2020). أدى اليمين حاكم محافظة دهوك في 12 يونيو 2014، في كردستان العراق. عمل أتروشي سابقًا عضو في مجلس النواب العراقي 2010 - 2014 كان خلالها عضوًا في لجنة النفط والغاز (لجنة الطاقة). كان يحاضر في كلية القانون والسياسة في جامعة دهوك من 2006 إلى 2010. كان نائب رئيس قسم في كلية الحقوق جامعة نوروز في دهوك من 2004 إلى 2006. في 2001 كان يحاضر في الجامعة الإسلامية الدولية الدستورية في ماليزيا. فرهاد الأتروشي خريج الجامعة الإسلامية العالمية ماليزيا. هناك أكمل درجة الماجستير. فرهاد الأتروشي هو عضو في مجلس أمناء الجامعة الأمريكية في كردستان - دهوك (AUK-D).

## المسيرة المهنية والإنجازات
فرهاد أمين سليم الأتروشي، الذي شغل منصب محافظ دهوك من 2014 إلى 2020، له مسيرة طويلة في السياسة والإدارة. خلال فترة عمله، كان له دور كبير في تحسين الوضع الاقتصادي والاجتماعي في محافظة دهوك. كما أنه كان من المؤيدين للتنمية المستدامة وابتكار الحلول للعديد من القضايا التي واجهت المنطقة.

### التعليم والتدريب
فرهاد الأتروشي هو خريج الجامعة الإسلامية العالمية ماليزيا حيث أكمل درجة الماجستير. كما كان يعمل محاضرًا في جامعة دهوك وكليات أخرى في المنطقة.